# Greup
Greup est un village qui fait partie des communes de Hoeksche Waard, situé dans la province néerlandaise de Hollande-Méridionale.